# 満岡忠成
満岡 忠成（みつおか ただなり、1907年1月3日 - 1994年8月22日）は、日本の陶磁器研究者。
三重県生まれ。1930年東京帝国大学文学部美学美術史学科卒。大和文華館勤務、1968年京都市立芸術大学教授。1972年滴翠美術館館長。1974年大手前女子大学教授、1986年退任。1987年小山富士夫記念賞功績褒章受章。1994年8月22日、肺癌のため死去。
数代前の先祖に佐賀藩士で儒学者の満岡允成（俗称：一兵衛、白里）がいる。

## 著書
- 『東山焼』彩壷会 1937
- 『日本工芸史』三笠書房 現代学芸全書 1941
- 『日本人と陶器』大八洲出版 1945
- 『茶のやきもの』淡交社 茶の湯ライブラリー 1969
- 『茶の古窯』徳間書店 1972
- 『姫路藩窯東山焼』光美術工芸 1975
- 『四日市万古焼史』万古陶磁器振興会 1979

### 編著・監修
- 『新修茶道全集 巻6 茶陶篇』編 創元社 1951
- 『世界陶磁全集 第7 茶器篇』編 河出書房 1955
- 『世界陶磁全集 第3　桃山篇』編 河出書房 1956
- 『世界陶磁全集 第5　江戸篇　中』編 河出書房 1956
- 『陶器全集 第7巻 乾山』平凡社 1958
- 『陶器全集 第20巻 信楽・伊賀・備前・丹波』平凡社 1961
- 『祥瑞』編 滴翠美術館 1966
- 『琳派工芸撰集 第1輯』源豊宗,吉村元雄共編輯 光琳社出版 1968
- 『茶道美術全集 第2 茶碗 朝鮮』求竜堂ほか 1970
- 『茶道美術全集 第4 茶碗 楽』求竜堂ほか 1970
- 『陶器講座 2 日本 2 桃山』桂又三郎・磯野信成・林屋晴三・小山冨士夫共著 雄山閣出版 1972
- 『陶磁大系 24 乾山』平凡社 1973
- 『日本の美術 28 茶陶』小学館 ブック・オブ・ブックス　1973
- 『世界陶磁全集 6　江戸 1』責任編集 小学館 1975
- 『陶磁大系 25 木米』平凡社 1975
- 『陶磁大系 8　信楽・伊賀』平凡社 1976
- 『日本のやきもの 6　伊賀』編著 講談社 1976
- 『ヨーロッパオリエント陶彩』監修　マリア書房 1976
- 『世界陶磁全集 4 桃山 1』奥田直栄共責任編集 小学館 1977
- 『創作陶画資料 9 水町和三郎篇 上』美乃美 1977
- 『創作陶画資料 7　河合卯之助篇 上』美乃美 1978
- 『日本美術全集 第20巻 茶の美術 茶器と茶室』編集 学習研究社 1978
- 『京の伝統と文様 9 京焼 1 永楽』中ノ堂一信共解説 美乃美 1979
- 『日本やきもの集成 6-7 近畿 1-2』楢崎彰一・林屋晴三ほか共著 平凡社 1981
- 『日本のやきもの 3 伊賀・信楽・長次郎』大河内風船子,平野敏三共著 講談社カルチャーブックス 1991

## 論文
- Cinii